# Sitting, Waiting, Wishing
Sitting, Waiting, Wishing – piosenka Jacka Johnsona, pochodząca z jego wydanego w 2005 roku albumu In Between Dreams. W marcu tego samego roku została wydana jako singel.
Singel cieszył się początkowo umiarkowanym zainteresowaniem, a jego popularność wzrosła dopiero po występie Johnsona na gali Brit Awards 2006.
Piosenka została nominowana do nagrody Grammy w kategorii Best Male Pop Vocal Performance, a także do nagrody MTV Video Music Awards w kategorii Best Male Video.
W wideoklipie „Sitting, Waiting, Wishing” występował tzw. „odwrotny ruch”, czyli np. poruszanie się nie do przodu, tylko do tyłu.
Do stworzenia piosenki Johnsona zainspirował jego przyjaciel, próbujący poderwać pewną kobietę.

## Lista utworów
1. „Sitting, Waiting, Wishing” – 3:09
2. „Free” (z Donavonem Frankenreiterem) – 2:35

## Pozycje na listach
| Lista (2006)      | Pozycja |
| ----------------- | ------- |
| Australia         | 24      |
| Nowa Zelandia     | 25      |
| Austria           | 51      |
| Wielka Brytania   | 651     |
| Stany Zjednoczone | 66      |
| Holandia          | 67      |
| Niemcy            | 82      |